# Тоні Джаа
Паном Йірам (тай. พนม ยี รัมย์), більш відомий як Тоні Джаа (англ. Tony Jaa; нар. 5 лютого 1976) — тайський кіноактор, що спеціалізується на фільмах зі східними єдиноборствами, хореограф, каскадер і кінорежисер.

## Біографія
Паном Йірам народився 5 лютого 1976 року на північному сході Таїланду, в провінції Сурін, що межує з Камбоджею. Його батьки займалися розведенням слонів. Дитиною Йірам дивився бойовики з Брюсом Лі, Джекі Чаном і Джетом Лі, і, наслідуючи своїх кумирів, сам став займатися східними єдиноборствами, особливо муай тай. У вивченні єдиноборств юний Йірам проявив надзвичайну наполегливість і працьовитість, наприклад, він був здатний відпрацьовувати удари, побачені ним у фільмах, незліченну кількість разів, до тих пір, поки вони не виходили саме такими, якими він їх бачив у фільмах. Коли його батько спробував заборонити йому займатися вивченням тайського боксу, Паном пригрозив йому, що покінчить життя самогубством, після чого батько змушений був поступитися і навіть сам став займатися навчанням сина, оскільки мав певний досвід тренерської роботи в муай тай. У 15 років Паном Йірам став учнем відомого тайського каскадера і постановника бойових сцен Панни Ріттікрая. Паном займався в коледжі фізичного виховання в провінції Маха Сараха, де вивчав різні єдиноборства, від тхеквондо до дзюдо.
Незабаром Йірам став одним із каскадерів команди Ріттікрая. Він дублював відомого гонконзького актора Саммо Хунга в рекламі енергетичних напоїв, а також Робіна Шу — у фільмі «Смертельна битва 2: Знищення». Ріттікрай і Йірам проявили інтерес до стародавнього стилю муай боран, з якого бере початок сучасний муай тай. Після декількох років тренувань був створений короткий фільм, в якому Паном демонстрував усі свої здібності. Цей фільм зацікавив режисера і продюсера Прачья Пінкаю, який спільно з Ріттікрай узявся до зйомок фільму з Йірамом в головній ролі.
У 2003 у на екрани вийшов бойовик «Онг Бак: Тайський воїн», в якому Паном Йірам (для західних глядачів він взяв псевдонім Тоні Джаа) виконував найскладніші трюки з екстремальною акробатикою і швидкісними боями. При зйомках не використовували ніякі механічні засоби та комп'ютерну графіку, всі трюки Джаа виконував сам. Фільм мав великий успіх, і про Тоні Джаа заговорили як про нову зірку азійських бойовиків.

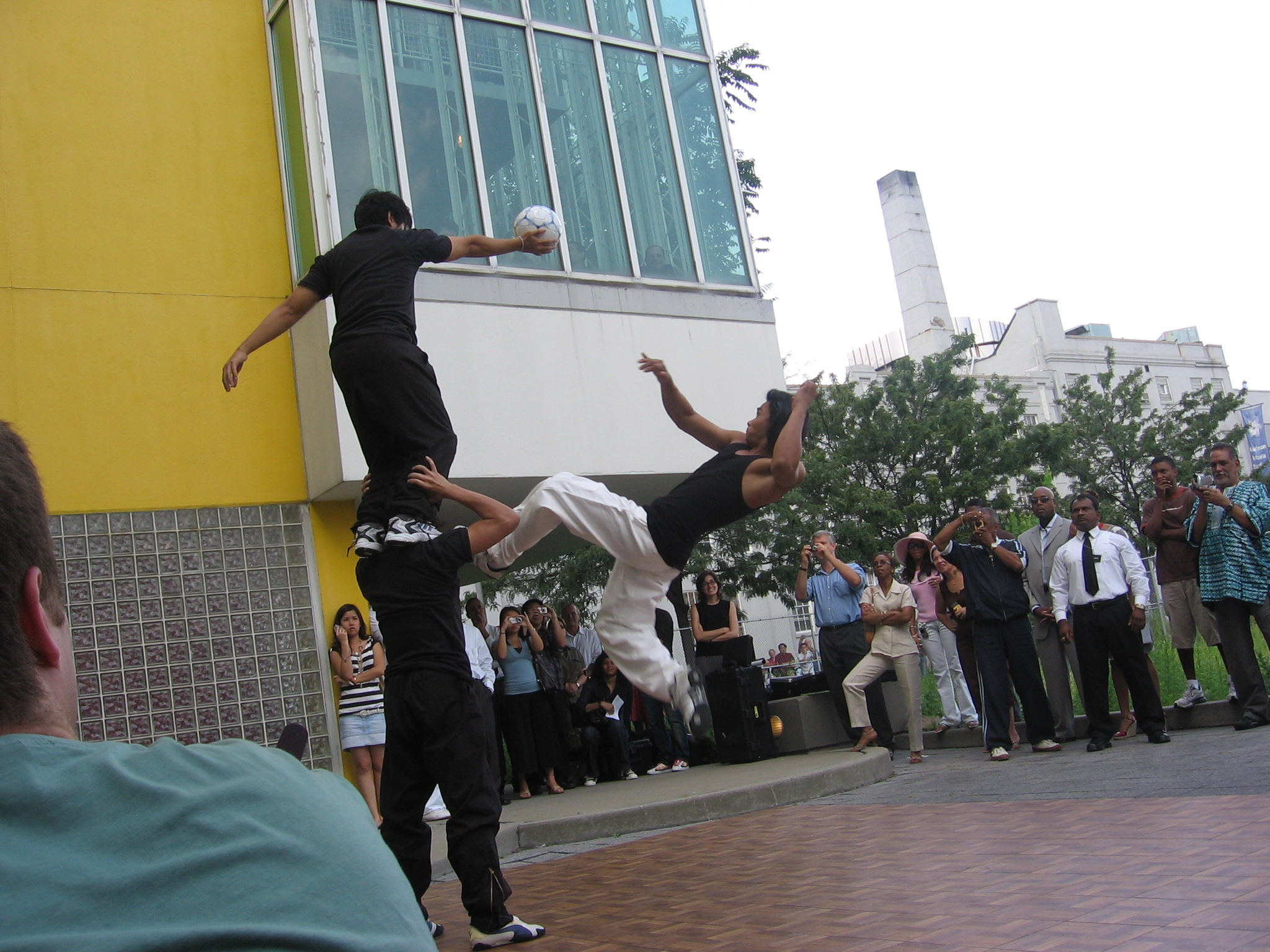
Тоні Джаа демонструє один зі своїх фірмових трюків, б'ючи ногою по м'ячу на висоті у два людські зрости

Наступним великим проєктом тріо Джаа, Ріттікрай, Пінкаю стала картина 2005 «Честь дракона» (фільм також відомий як «Том-ям-Кунг», «Захисник» та «Тайський дракон»), що мала великий успіх у Таїланді і Гонконзі, а в 2006 у випущена в США під назвою «Квентін Тарантіно представляє: Захисник». Фільм став найбільш комерційно успішною тайською стрічкою, що виходила на Заході. Тоні Джаа брав активну участь в піар-кампанії фільму за межами Таїланду, влаштовуючи показові виступи в США, Японії та інших країнах.
Восени 2006 Джаа взявся до роботи над фільмом «Онг Бак 2: Неперевершений», в якому він уперше пробує себе в ролі режисера. Вихід картини відбувся 5 грудня 2008. Кінокомпанія Sahamongkol Film International, випустивши обидва хіти Тоні, раніше анонсувала фільм «Меч», в якому Джаа повинен був продемонструвати мистецтво традиційного тайського бою з двома мечами, проте запланована робота над картиною з неназваних причин була скасована. Після деяких труднощів Джа і Ріттікрай зняли «Онг Бак 3», який вийшов на екрани в травні 2010.
У 2015 році відбувся голлівудський дебют Тоні Джаа — у фільмі Джеймса Вана «Форсаж 7».

## Фільмографія
| Рік  |   | Українська назва           | Оригінальна назва             | Роль             |
| ---- | - | -------------------------- | ----------------------------- | ---------------- |
| 1997 | ф | Смертельна битва: Знищення | Mortal Kombat: Annihilation   | дублер Робіна Шу |
| 2003 | ф | Онг бак                    | องค์บาก                        | Тінг             |
| 2004 | ф | Тілоохоронець              | The Bodyguard                 | Боєць            |
| 2005 | ф | Честь дракона              | Tom yum goong/The Protector   | Кхам             |
| 2004 | ф | Тілоохоронець 2            | The Bodyguard 2               | продавець        |
| 2008 | ф | Онг Бак 2: Неперевершений  | Ong bak 2                     | Тінг             |
| 2010 | ф | Онг Бак 3                  | Ong bak 3                     | Тінг             |
| 2013 | ф | Честь дракона 2            | Tom yum goong/The Protector 2 | Кхам             |
| 2015 | ф | Форсаж 7                   | Fast & Furious 7              | Кіет             |
| 2015 | ф | Работоргівля               | Skin Trade                    | Тоні             |
| 2017 | ф | Три ікси: Реактивізація    | XXX: Return of Xander Cage    | Телон            |
| 2018 | ф |                            | 葉問外傳：張天志              | Саді             |
| 2019 | ф |                            | Triple Threat                 | Паю              |
| 2020 | ф | Джіу-джитсу                | Jiu Jitsu                     | Кенг             |
| 2020 | ф | Мисливець на монстрів      | Monster Hunter                | Мисливець        |
| 2021 | ф |                            | 唐人街探案 3                  | Джек Джа         |
| 2023 | ф | Нестримні 4                | The Expendables 4             | Деча             |